# Johan Martin Dahll
Johan Martin Dahll, född 24 juni 1830 i Kragerø, död 28 november 1877, var en norsk näringsidkare. Han var bror till Tellef Dahll.

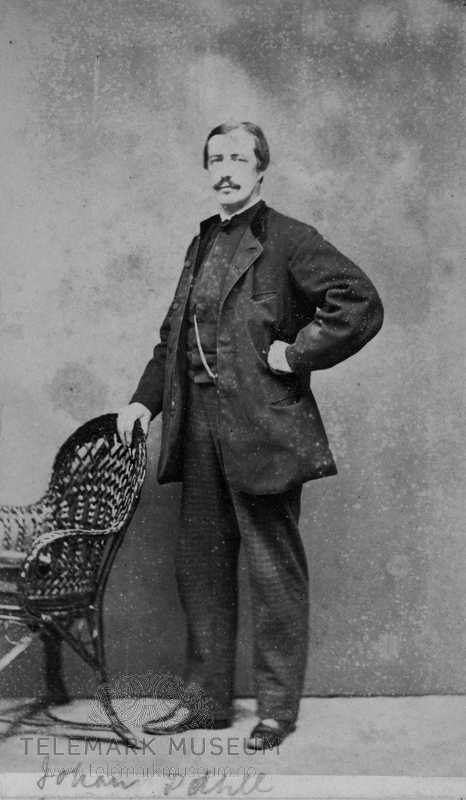
Johan Martin Dahll

Dahll genomgick i sin ungdom handelsutbildning, bland annat i Bergen, och anställdes omkring 1853 som föreståndare för den av den för brittisk räkning startade driften på apatit vid Kragerø och på nickel i Bamble. Efter att det brittiska bolaget Evans & Forbes nedlagt driften, övertog Dahll 1861 själv gruvorna och efter flera års försök och studier lyckades han att åstadkomma en exportduglig produkt. Efterhand utvecklades denna verksamhet, så att han slutligen blev Norges troligen största privata bergverksägare. 
Dahll var också den förste, som i denna del av landet utvecklade en betydande isexport och han anlade även Kragerøs största skeppsvarv. Medan han bodde i Sandøkedal (numera Sannidal), var han under flera år medlem av häradsstyrelsen och slutligen dess ordförande. Efter att 1866 ha flyttat till Kragerø, var han 1868–1876 utan avbrott medlem av och upprepade gånger ordförande i styrelsen. Vid stortingsvalet 1874 valdes han till suppleant och 1876 till representant för Kragerø för mandatperioden 1877–1879 (han var medlem av första näringskommittén).